# 本土寺
本土寺（ほんどじ）は、千葉県松戸市平賀字長谷にある、日蓮宗の本山。山号は長谷山。塔頭が一院ある（佛持院）。

## 概要
本土寺は、池上の長栄山本門寺、鎌倉の長興山妙本寺とともに「朗門の三長三本」（さんちょうさんぼん）(新潟県三条市の長久山本成寺を含めて四長四本ということもある）と称されている。「朗門」とは日蓮の弟子日朗の門流という意味であり、「三長三本」とは、上記3か寺の山号寺号にいずれも「長」「本」の字が含まれることによる。
近年、境内には茶室も整備され、1000本のカエデ・5000株のハナショウブ・10000株のアジサイの名所として人気を集め「あじさい寺」として親しまれている。本土寺過去帳は、歴史を語る重要な資料である。
現住は65世・宮崎日純貫首（流山市成顕寺より晋山）。奠師法縁（奠統会）。

## 歴史
本土寺は元々日朗・日像ら日蓮門人を輩出した平賀忠晴の屋敷跡と伝えられ、後に日蓮の支援者であった千葉氏家臣曽谷教信が法華堂を建立したとされている。後に日朗が本土寺として開堂供養した（実質的な開山は、日朗門人の日伝であったとする説もある）。
『平賀本土寺史要』によると、文永6年（1269年）、日蓮に帰依した蔭山土佐守が「小金の狩野の松原」の地に法華堂を建てたのが本土寺の起源という。建治3年（1277年）曽谷教信（胤直）が平賀郷鼻輪に法華堂を移し、日蓮の弟子日朗が開堂供養した。日蓮の直弟子である日朗・その異母弟にあたる日像（四条門流の祖）・日輪（池上本門寺・鎌倉妙本寺3世）は平賀氏の出身で、平賀郷はこれら日蓮宗の諸師ゆかりの地であった。延慶2年（1309年）、曽谷教信の娘・芝崎（千葉胤貞の妻）より土地の寄進を受け寺が整備された。芝崎夫人は夫の胤貞の死後出家し日貞尼とも称される。延文3年（1358年）、台風により本堂が倒壊するがその後再建された。貞治4年（1365年）、山号を北谷山から長谷山に改称したとされる。
曽谷教信の曾孫にあたる8世日福は、嘉吉元年（1441年）に現在地に本堂を移し、鎌倉妙本寺の日寿を招いて開堂供養を行った。宝徳4年（1452年）、火災により本堂が焼失。9世日意・10世日瑞は火災で焼失した本堂再建のための勧進事業をきっかけに布教を行い、地元の高城氏やその同族の原氏の支援を受けて寺を整備した。日瑞の時には本土寺に現存する建治4年（1278年）在銘の梵鐘を得た。この梵鐘は印東荘（現・佐倉市六崎）の大福寺（廃寺）にあったもので、鐘に刻まれた追銘によれば檀那の設楽助太郎によって文明14年（1482年）に寄進されたものである。
高城氏が小田原征伐で改易されると、徳川家康の5男で甲斐の穴山武田氏を継承した武田信吉が母の秋山夫人（家康の側室、於都摩）とともに小金城に封じられたが、間もなく天正19年（1591年）夫人が亡くなったために15世日悟がこれを厚く葬り、家康も朱印地10石を与えた。
本土寺は元々不受不施派の影響が強く、寛永7年（1630年）の身池対論でも18世日弘が参加している。ところが、江戸幕府が不受不施派弾圧の方針を取ったために、日弘は伊豆に流され、続いて21世日述も伊予国に配流された。その結果、寛文5年（1665年）に受不施派の久遠寺の支配下に組み込まれることになった。
その後派遣された22世日令の元で受不施派寺院としての改革が行われた。日令の貞享元年（1684年）に前述の秋山夫人の甥にあたる徳川光圀の申し出により秋山夫人の墓が本堂脇に移されて参道の整備と寺領20石6斗の寄進が行われている。その後、享保20年（1735年）から安政2年（1855年）にかけて江戸浅草にあった末寺の本法寺での5度にわたる出開帳によって、寺の名は江戸でも知られるようになった。安政3年（1856年）には末寺4院6坊75寺を数えた。

## 伽藍・境内

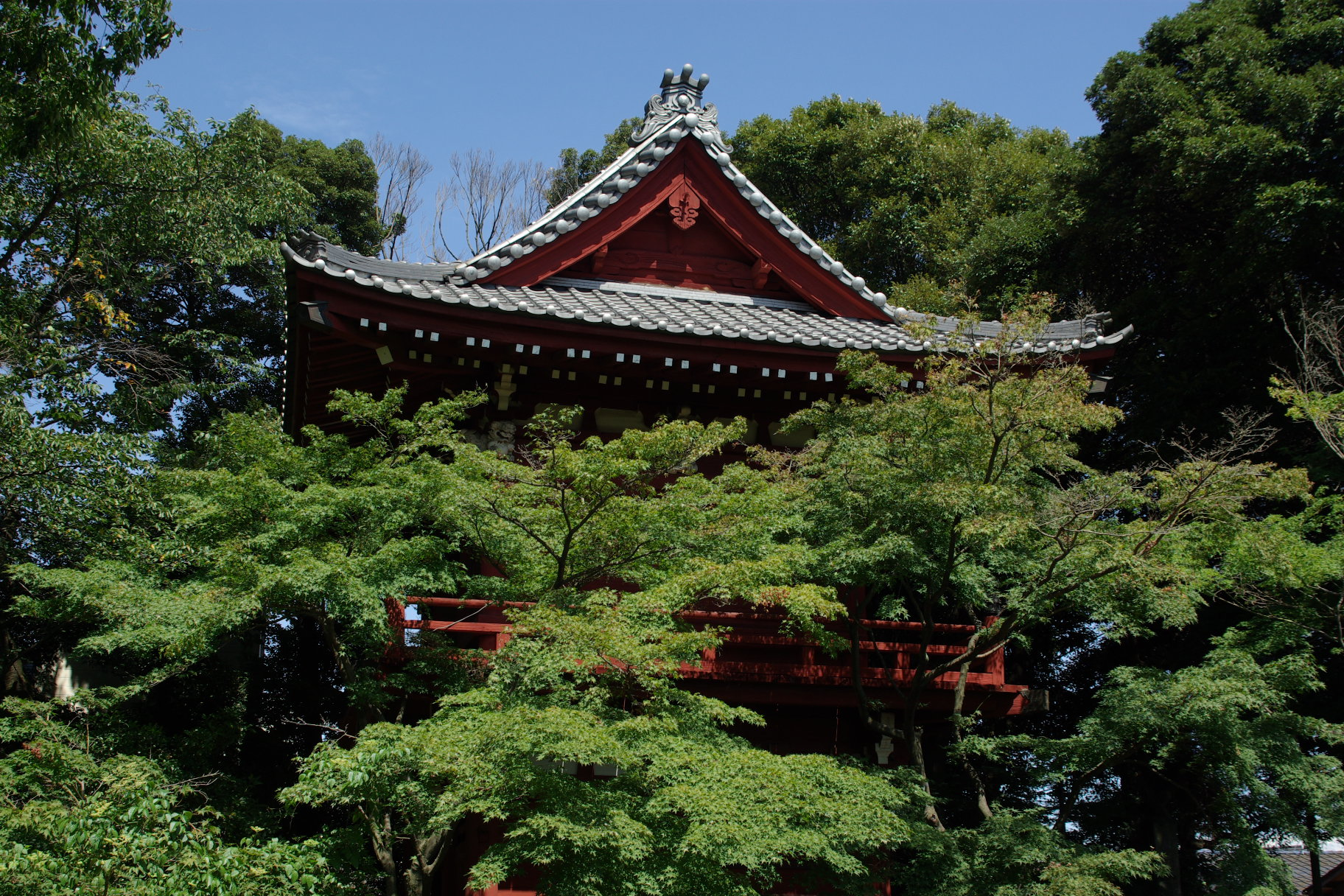
仁王門
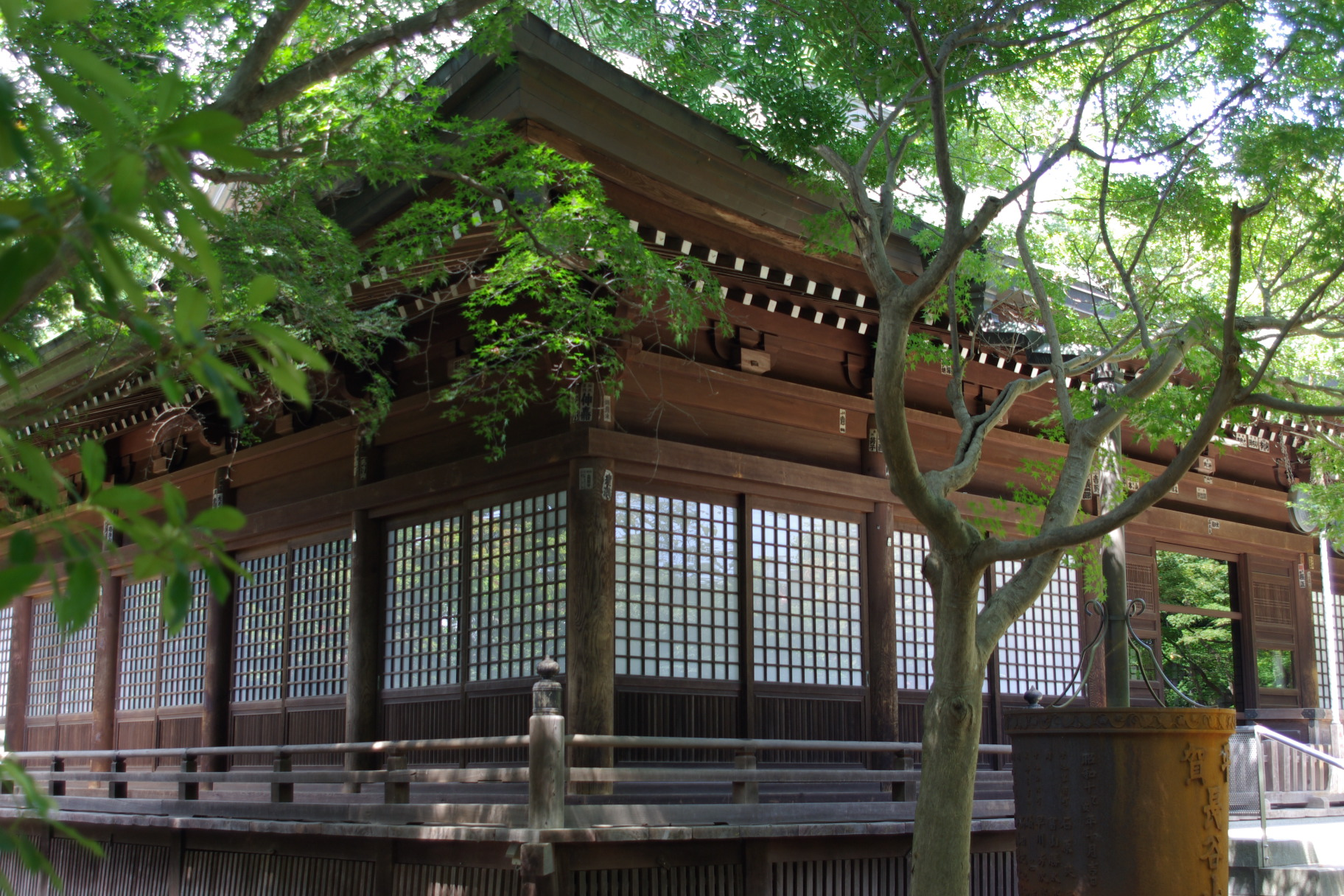
本堂
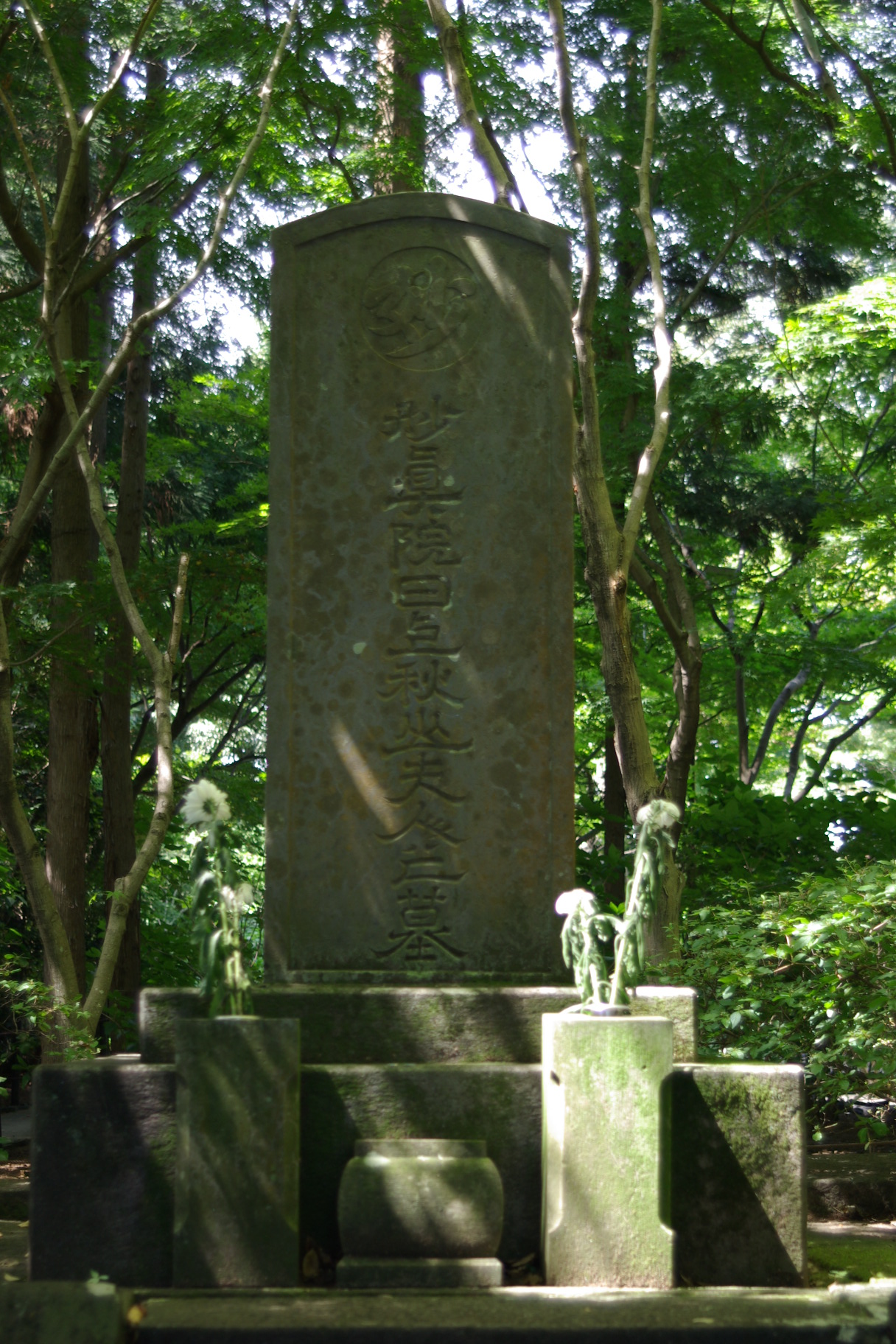
秋山夫人の墓
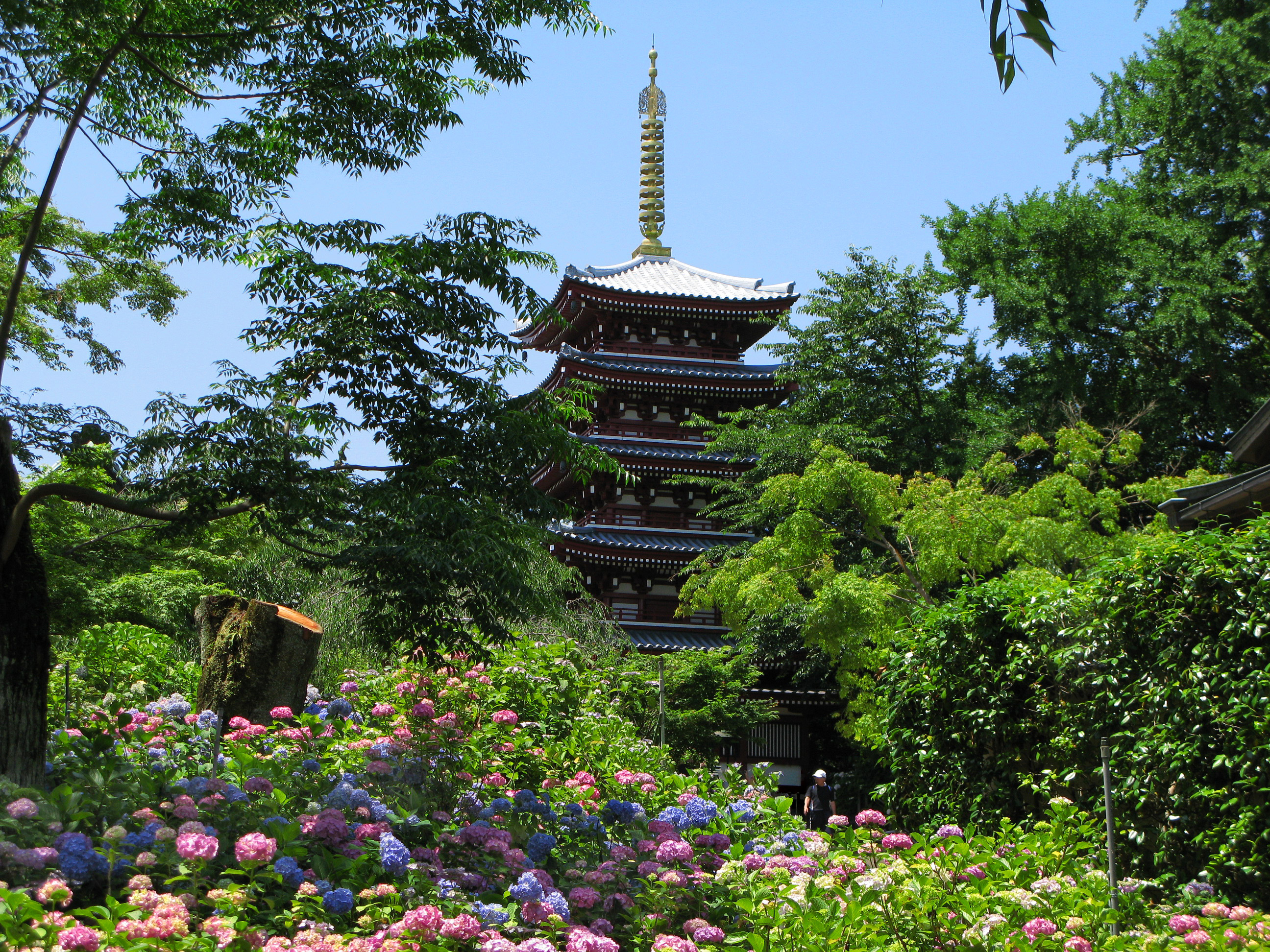
五重塔と紫陽花
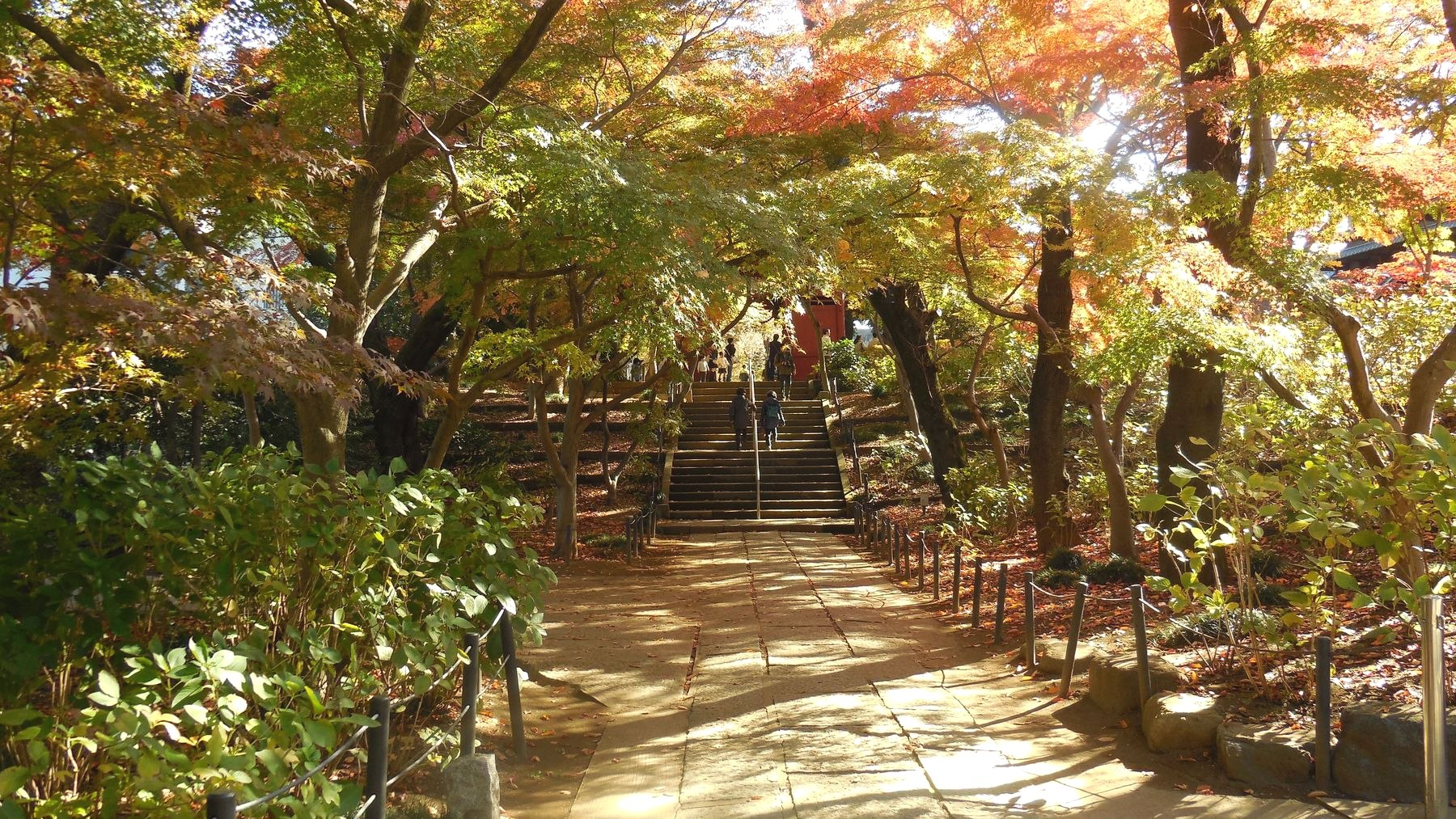
山門を振り返り撮影
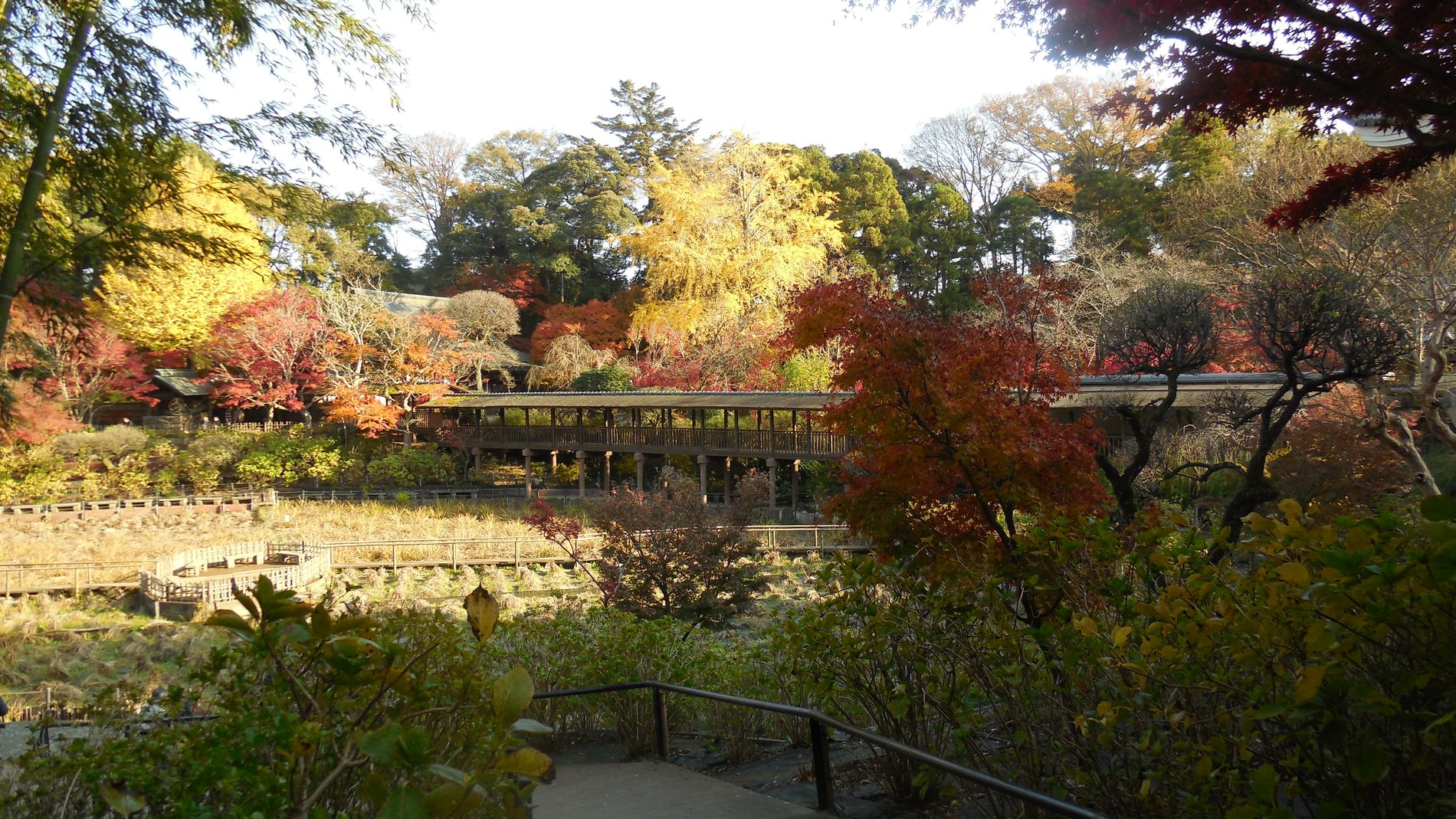
長大な渡り廊下
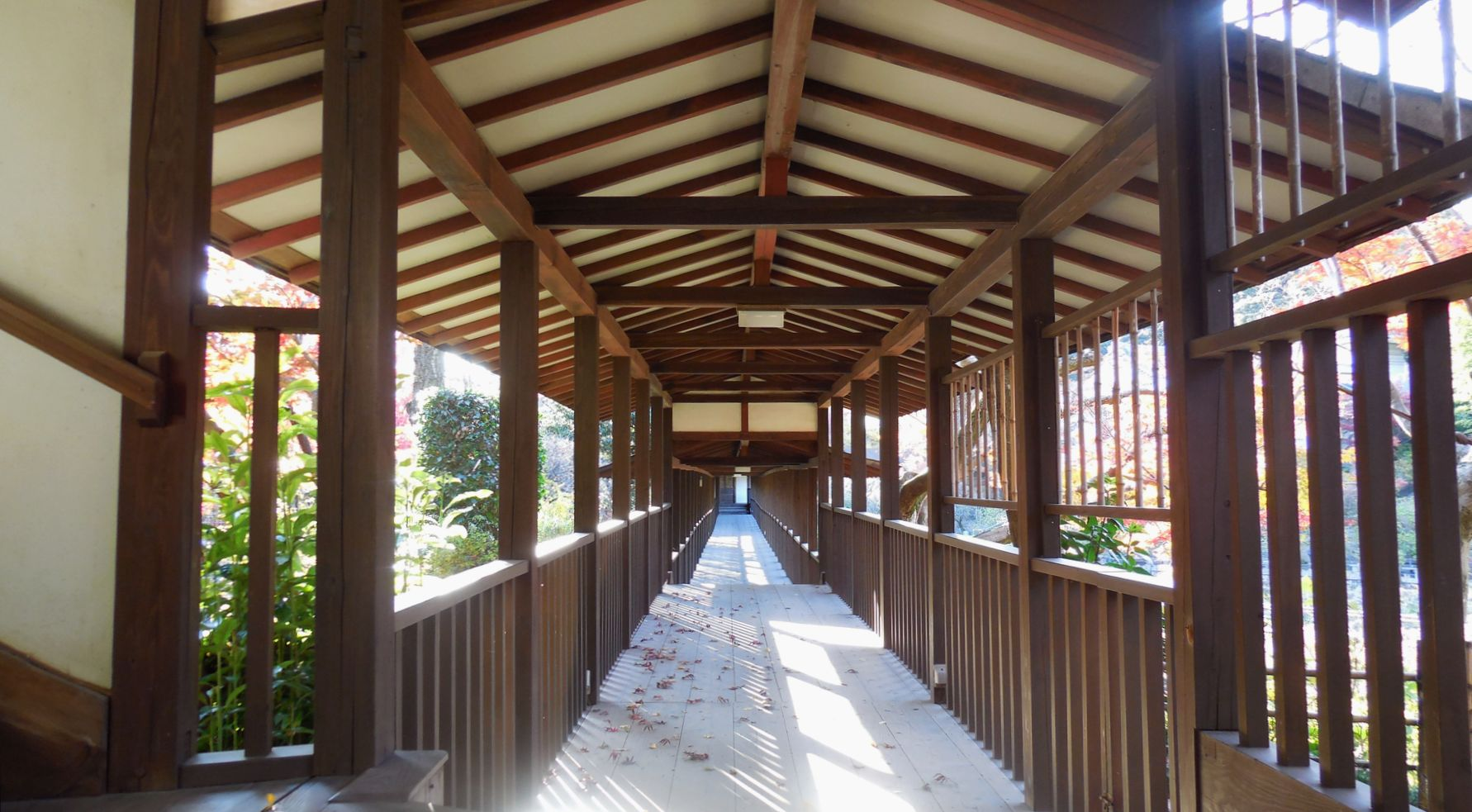
渡り廊下端より撮影
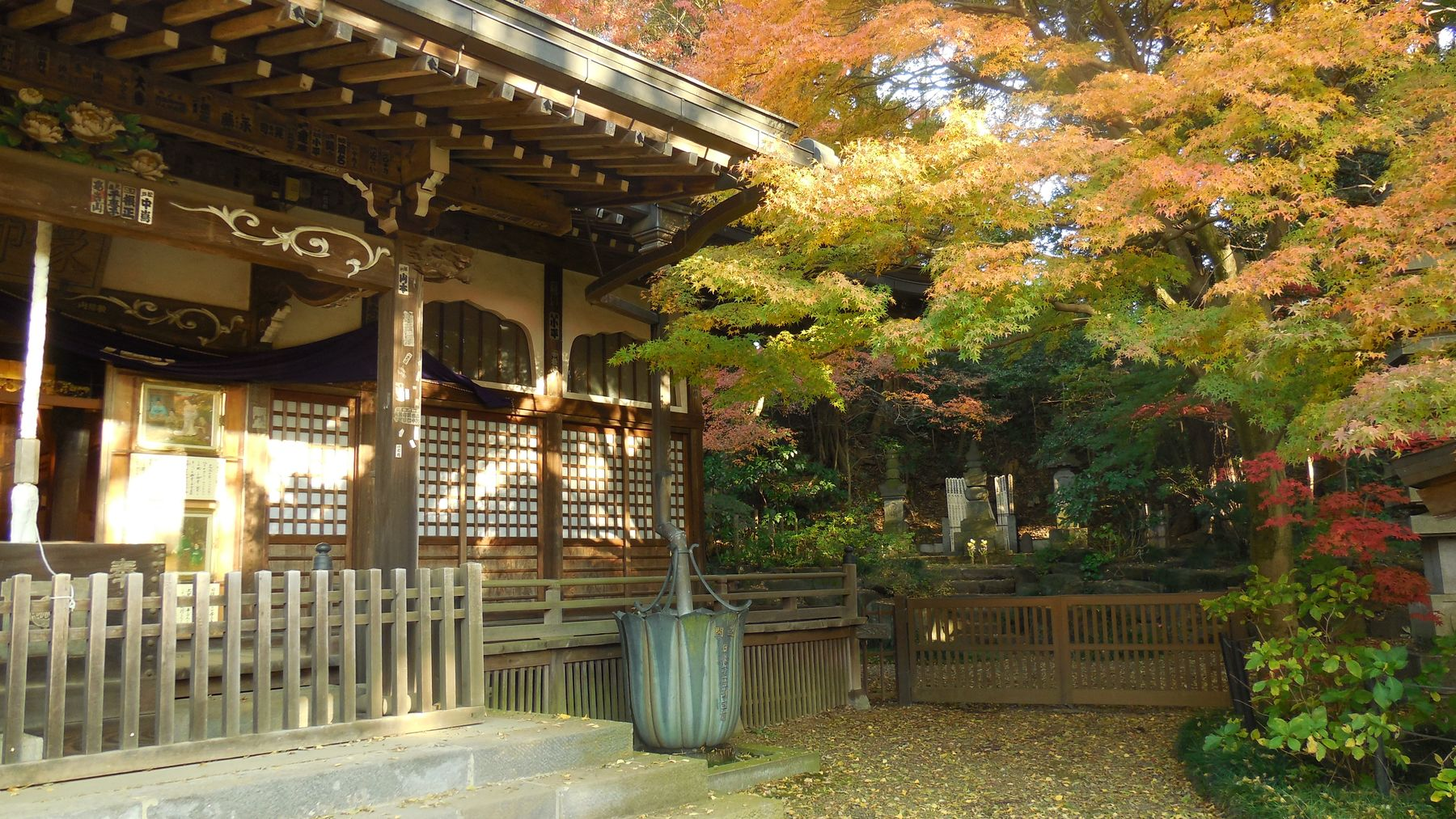
紅葉が映える美しい情景01
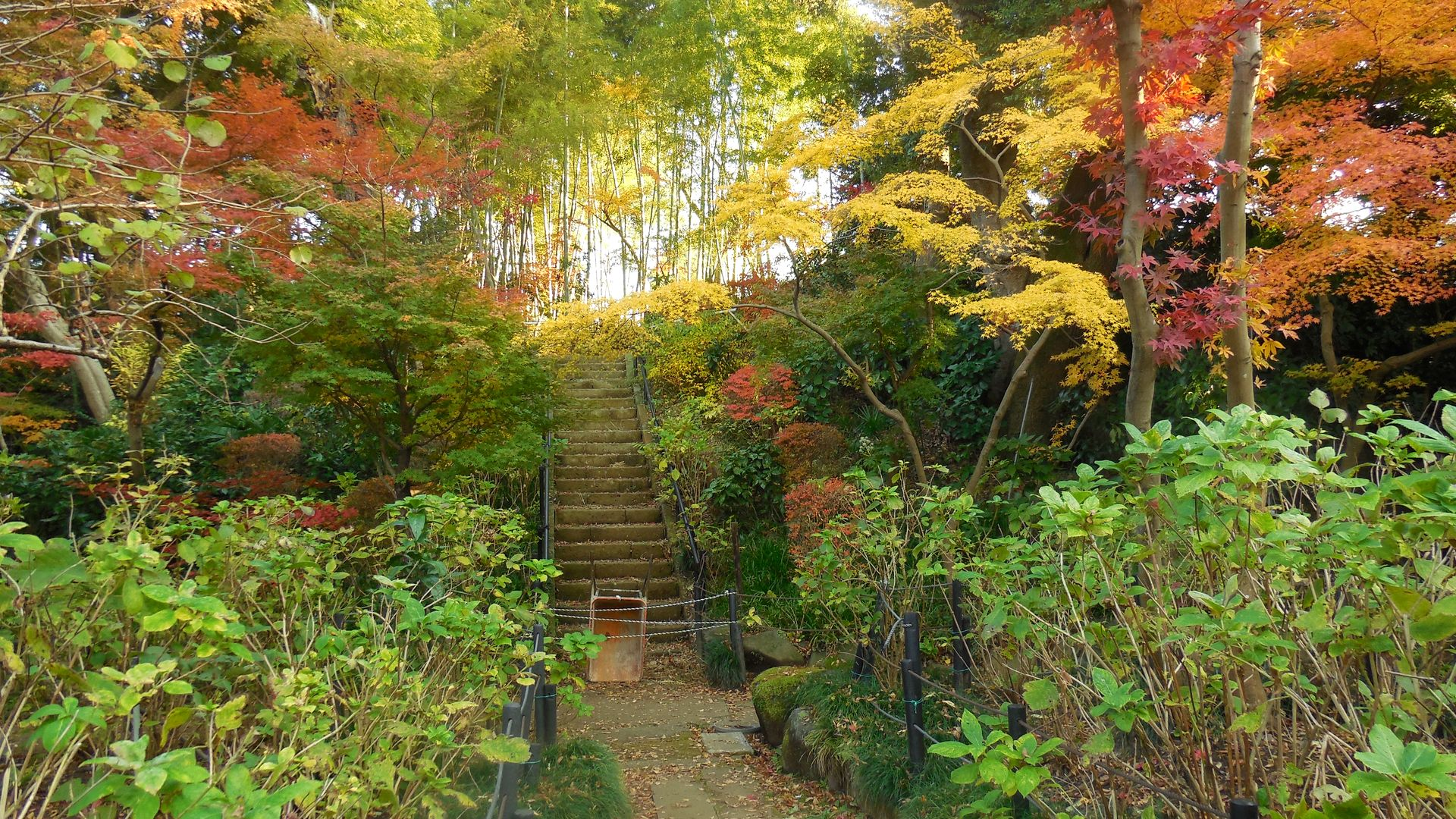
紅葉が映える美しい情景02

- 奥書院
- 五重塔
- 鐘楼
- 庫裏
- 客殿
- 像師堂
- 妙朗堂
- 宝物殿
- 祖師堂
- 実相閣

- 仁王門
- 本堂
- 秋山夫人の墓
- 五重塔と紫陽花
- 山門を振り返り撮影
- 長大な渡り廊下
- 渡り廊下端より撮影
- 紅葉が映える美しい情景01
- 紅葉が映える美しい情景02

## 文化財

### 重要文化財（国指定）
- 大学三郎御書 日蓮筆
- 諸人御返事 日蓮筆
- 梵鐘 建治4年（1278年）在銘大中臣兼守鋳造

### 千葉県指定有形文化財
- 富城殿御返事 日蓮筆
- 本土寺過去帳
- 銅透彫華籠（けこ）

### 松戸市指定文化財
- 秋山夫人（妙真院於都摩）の墓所
- 高城・原氏等判物
- 本土寺

## 旧末寺
日蓮宗は昭和16年（1941年）に本末を解体したため、現在では旧本山・旧末寺と呼びならわしている。
- 妙仙山佛持院（千葉県松戸市平賀）－ 塔頭
- 長谷山實相閣結社（千葉県松戸市平賀）－ 塔頭
- 白毫山放光寺（北海道虻田郡倶知安町南5条）
- 知足山実相寺（新潟県新潟市江南区稲葉）
- 妙見山歓喜寺（福井県南条郡南越前町清水）
- 西郷山法華寺（群馬県高崎市九蔵町）
- 成田山妙光寺（栃木県下野市成田）
- 妙福山本泉寺（埼玉県八潮市大字2）
- 妙法山蓮福寺（埼玉県北葛飾郡松伏町大字下赤岩）
- 東雷山久成寺（茨城県土浦市並木）
- 本円山照谷寺（茨城県取手市米田）
- 大谷山星宮寺（茨城県筑西市甲）
- 道行山常真寺（千葉県松戸市大谷口）
- 昌寿山了源寺（千葉県松戸市根木内）
- 金龍山安立寺（千葉県松戸市小金原）
- 妙高山法栄寺（千葉県流山市駒木台）
- 通法山成顕寺（千葉県流山市駒木）
- 理性山浄蓮寺（千葉県流山市野々下）
- 長重山本行寺（千葉県流山市平和台）
- 了修山本源寺（千葉県松戸市大橋）
- 曽谷山法蓮寺（千葉県市川市大野町）
  - 法蓮寺末：曽谷山充行院（千葉県市川市大野町）－ 塔頭
  - 法蓮寺末：曽谷山圓行院（千葉県市川市大野町）－ 塔頭
- 宝珠山多聞寺（千葉県船橋市東中山）
- 妙法山長栄寺（千葉県東金市小野）
- 南照山妙観寺（千葉県東金市山田）
- 法水山妙法寺（千葉県東金市山田）
- 法田山妙勝寺（千葉県佐倉市上勝田）
  - 妙勝寺末：経王山本昌寺（千葉県八街市大関）
- 勝興山長福寺（千葉県佐倉市岩富）
  - 長福寺末：勝興山蓮乗院（千葉県佐倉市岩富）－ 塔頭
  - 長福寺末：勝興山福寿院（千葉県佐倉市岩富）－ 塔頭
  - 長福寺末：日澤山仙寿院（宮城県釜石市大只越町）－ 元・塔頭
- 京隆山教蔵寺（千葉県佐倉市岩富）
- 長光山正國寺（千葉県佐倉市宮内）
- 暁慶山妙伝寺（千葉県佐倉市臼井台）
- 妙栄山大法寺（千葉県香取市森戸）
- 東耀山浄蓮寺（千葉県香取市大戸川）
- 東光山安興寺（千葉県香取市岩部）
  - 安興寺末：立正山安國寺（千葉県香取市岡飯田）
- 蓮寿山真浄寺（千葉県香取市沢）
  - 真浄寺末：妙法山円光寺（茨城県笠間市稲田）
  - 真浄寺末：長妙山浄國寺（千葉県香取市佐原イ）
  - 真浄寺末：宝樹山妙印寺（千葉県成田市大和田町）
- 妙長山法宣寺（千葉県八街市根古谷）
- 妙谷山松林寺（千葉県山武市大木）
- 高勝山長徳寺（千葉県山武市木原）
- 金谷山妙上寺（千葉県山武市森）
- 宝寿医山常福寺（千葉県山武市埴谷）
  - 常福寺末：白瑛山長久寺（千葉県山武市埴谷）
- 法高山本行寺（千葉県山武市成東）
- 蓮行山本福寺（千葉県香取郡多古町北中）
- 法王山顕実寺（千葉県香取郡多古町東松崎）
  - 顕実寺末：妙解山妙行寺（千葉県香取郡多古町坂）
  - 顕実寺末：宝成山妙高寺（千葉県香取郡多古町坂）
  - 顕実寺末：延命山法光寺（千葉県香取郡多古町方田）
  - 顕実寺末：川島山妙蔵寺（千葉県香取郡多古町川島）
- 妙法山蓮華寺（千葉県香取郡多古町南玉造）
  - 蓮華寺末：法慶山玉泉寺（千葉県香取郡多古町南玉造）
- 正念山長妙寺（千葉県市原市古市場）
- 苗鹿山根立寺（千葉県市原市根田）
- 大乗山長栄寺（千葉県市原市加茂）
- 経王山光徳寺（千葉県市原市中野）
  - 光徳寺末：法性山正蓮寺（千葉県市原市瀬又）
- 平野山永久寺（千葉県市原市永吉）
- 妙光山真浄寺（東京都港区麻布台）
- 法久山安全寺（東京都港区元麻布）
- 長泉山妙福寺（東京都港区高輪）
- 長源山本光寺（東京都台東区谷中）
- 常光山蓮城寺（東京都台東区東上野）
- 長滝山本法寺（東京都台東区寿）
- 昭法山本久寺（東京都墨田区東駒形）
- 見応山実相寺（東京都墨田区東駒形）
- 常谷山妙泉寺（東京都江戸川区谷河内）
- 本高山城立寺（東京都江戸川区春江町）
- 妙高山本城寺（東京都江戸川区鹿骨）
- 最勝山上妙寺（東京都江東区東砂）
- 松頭山本善寺（東京都品川区東五反田）
- 平等山本性寺（東京都新宿区須賀町）
- 福聚山常圓寺（東京都新宿区西新宿）
  - 常圓寺末：拍照山常泉院（東京都新宿区西新宿）－ 塔頭
- 大乗山経王寺（東京都新宿区原町）
- 長久山常立寺（東京都新宿区原町）
- 如説山修行寺（東京都杉並区堀ノ内）
- 本照山蓮法寺（神奈川県横浜市神奈川区七島町）
- 西谷山善行寺（神奈川県横浜市中区西之谷町）
- 高栄山守源寺（神奈川県足柄下郡箱根町畑宿）
- 法悦山妙現寺（神奈川県平塚市南金目）
- 本土山長谷寺（静岡県沼津市戸田）

## 人物
- 日蓮（開山）
- 日朗（二世）
- 日伝（三世）
- 日実（四世）
- 日満（五世）
- 日願（六世）
- 日饒（七世）
- 日福（八世）
- 日意（九世）
- 日瑞（十世）
- 日遊（十一世）
- 日暁（十二世）
- 日隆（十三世）
- 日厳（十四世）
- 日悟（十五世）
- 日舜（十六世）

## 所在地
千葉県松戸市平賀63

## 交通アクセス
JR東日本（常磐線）北小金駅北口から徒歩約10分（800m程）（経路案内）。駅からのルートは参道として整備されている。

## 拝観について
- 開門時間 9:00 - 16:30（最終受付は16:00）
- 拝観料（4，6，11月のみ）大人（中学生以上）500円 
障害者手帳の提示にて300円（同行1名まで同額）団体（20名以上）400円
- アジサイの見頃の時期や紅葉の時期の際、三脚を使用した撮影を禁止にしているので注意が必要である。ただし、一脚なら可。
- かつては紅葉が見頃の時期（11月下旬 - 12月上旬）に、土曜休日の18:00 - 20:00にライトアップを実施していた。現在は夜間の拝観自体が廃止されている。